# Portaxe (Lugo)
Portaxe (en gallego y oficialmente, A Portaxe) es una localidad del municipio de Bóveda, en la provincia de Lugo, España. Pertenece a la parroquia de Remesar y se encuentra muy cerca del límite con el municipio de Paradela.
Se encuentra a 665 metros de altitud junto al río Sardiñeira. En 2022 tenía una población de 14 habitantes, 6 hombres y 8 mujeres.
En Portaxe encontramos la capilla de la Virgen de los Dolores, del siglo XVIII aunque muy reformada. También se conservan restos del molino de Fidalgo.